# Temple jaïn d'Anvers
Le temple jaïn d'Anvers est un temple jaïn. Il s'agit du plus grand temple jaïn en dehors de l'Inde. Situé dans le district de Wilrijk à Anvers pour un budget estimé de 15 à 25 millions d'euros, il est financé par la communauté jaïne de la ville, bien représentée parmi les ressortissants indiens de la ville actifs dans l'industrie et le commerce du diamant (environ 400 familles). Cette activité diamantaire fait de la Belgique le premier partenaire économique européen de l'Inde (avant même le Royaume-Uni).

## Description
Le bâtiment a une superficie de 1 000 m 2 et est utilisé depuis 2010. La construction a commencé en 1990 en Inde et ses différents éléments façonnés en Inde avant d'être acheminés pièce par pièce au port d'Anvers. Il a alors été reconstruit à son emplacement actuel. Le design en marbre blanc s'inspire des temples jaïns traditionnels.
D'inspiration classique, le temple est cependant adapté aux conditions météorologiques locales, donc fermé et avec un système de chauffage par le sol. Le temple accueille aussi un centre d'information sur le jaïnisme.

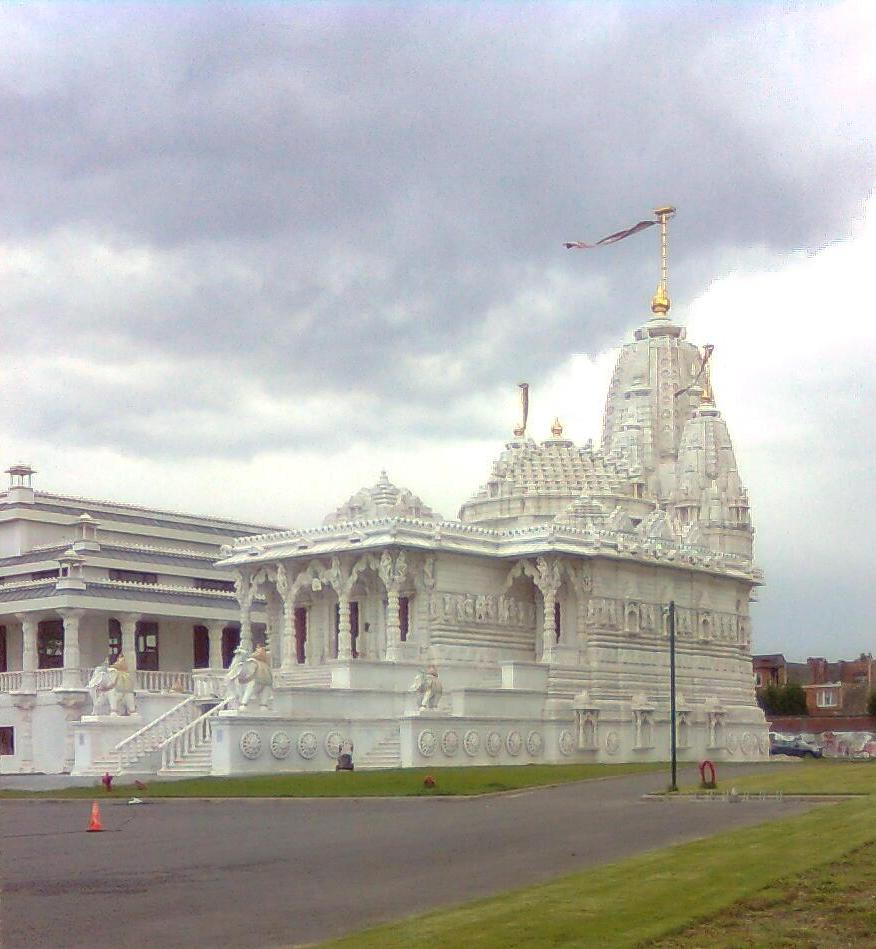
Temple jaïn d'Anvers
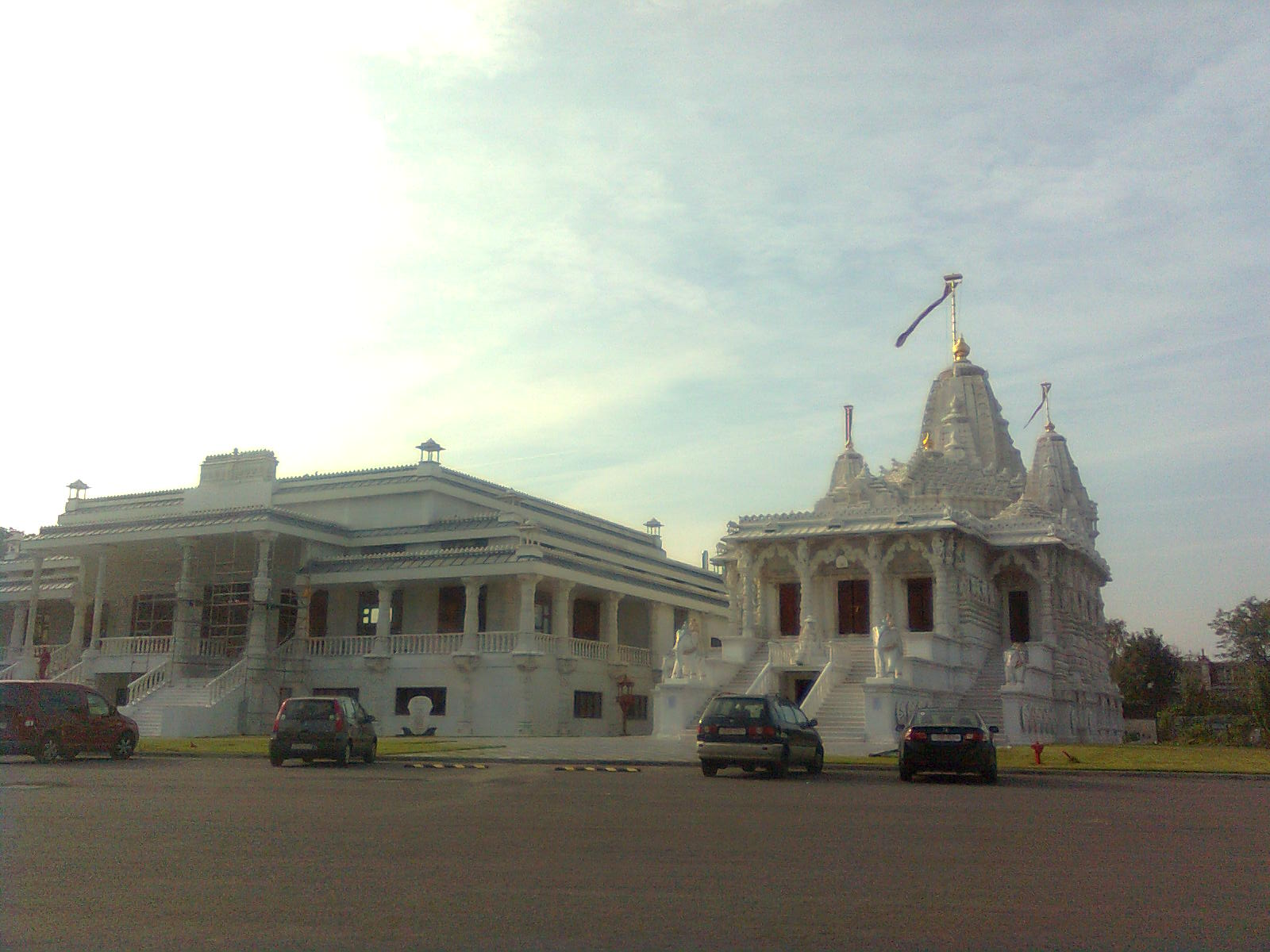
Temple jaïn d'Anvers
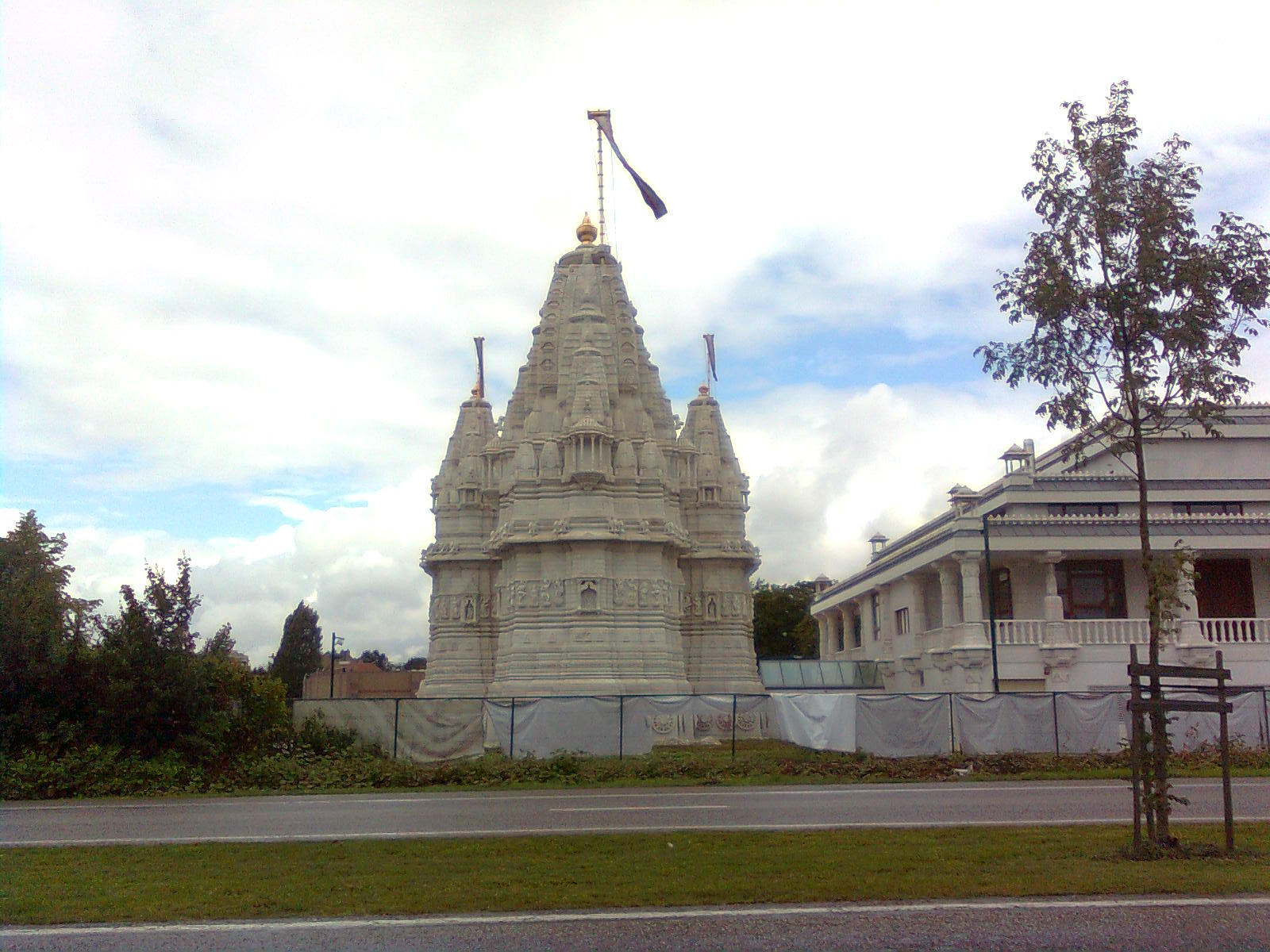
Temple jaïn d'Anvers